# Pseudobalbillus diana
Pseudobalbillus diana är en insektsart som beskrevs av Rauno E. Linnavuori 1979. Pseudobalbillus diana ingår i släktet Pseudobalbillus och familjen dvärgstritar. Inga underarter finns listade i Catalogue of Life.